# Jóiniki
Jóiniki (bielorruso: Хо́йнікі; ruso: Хо́йники) es una ciudad subdistrital de Bielorrusia, capital del distrito homónimo en la provincia de Gómel.
En 2022, la ciudad tenía una población de 13 278 habitantes.
Se ubica sobre la carretera P35, a medio camino entre Mazyr y la frontera con Ucrania marcada por el río Dniéper. De la P35 sale hacia el norte en Jóiniki la carretera P33, que lleva a Réchytsa.

## Historia
Se conoce la existencia del pueblo desde 1504, cuando aparece en un documento de Alejandro I Jagellón. Estuvo en manos de varias familias nobles polaco-lituanas hasta que en la partición de 1793 pasó a formar parte del Imperio ruso, que desde 1797 lo integró en la gobernación de Minsk. En el siglo XIX se desarrolló como un pequeño núcleo comercial. En 1926, el pueblo se integró en la RSS de Bielorrusia, que en 1938 le dio el estatus de asentamiento de tipo urbano.
Hasta la primera mitad del siglo XX, dos tercios de los tres mil habitantes locales eran judíos, al hallarse el pueblo en la Zona de Asentamiento; sin embargo, entre 1941 y 1944 los invasores alemanes, tras asesinar a más de trescientos judíos en Jóiniki, se llevaron por la fuerza a todos los demás a campos de concentración, de donde casi ninguno salió vivo. Tras la guerra, los soviéticos repoblaron Jóiniki como un asentamiento industrial étnicamente bielorruso, que adoptó el estatus de ciudad en 1967 y llegó a alcanzar los quince mil habitantes en décadas posteriores. Desde 1986 se halla en una de las áreas más gravemente afectadas por el accidente de Chernóbil.